# Abergele
Abergele – miasto w hrabstwie Conwy. Jest starym rzymskim handlowym miastem, położonym na północnym wybrzeżu Walii. Na przedmieściach w północnej części Abergele, leży wieś Pensarn.

## Geografia
Samo miasto leży przy drodze A55 i jest znane dzięki zamkowi Gwrych. Abergele jest otoczone lasem. Najwyższe wzniesienie to Moelfre Isaf (1038 m), leżące na południu miasta.